# 仙台コカ・コーラボトリング
仙台コカ・コーラボトリング株式会社（せんだいコカ・コーラボトリング）は、かつて存在した宮城県・山形県・福島県を販売拠点としたコカ・コーラのボトラー。
仙台市青葉区に本社をおきカメイの関連企業であったが、2015年4月1日、コカ・コーラグループで最大のボトラーであるコカ・コーライーストジャパン（現・コカ・コーラボトラーズジャパン）の傘下に入り、2016年1月1日に合併された。
初代社長はカメイ創業家出身の亀井文蔵である。

## 沿革
- 1962年（昭和37年）
  - 6月 - 仙台飲料株式会社設立。
  - 11月 - 営業開始。
- 1963年（昭和38年）
  - 4月 - 商号を仙台コカ・コーラボトリング株式会社に変更。
  - 8月 - 本社及び仙台工場竣工。
- 1964年（昭和39年）- 本社を仙台市原町苦竹字切替（現・宮城野区扇町1-1-33）に移転。
- 1966年（昭和41年）5月 - 財団法人日本コカ・コーラボトラーズ育英会奨学金制度発足。
- 1968年（昭和43年）4月 - 仙台工場第2号ライン（レギュラーサイズ専用）稼動開始。
- 1969年（昭和44年）3月 - 郡山工場竣工。
- 1970年（昭和45年）4月 - 仙台工場第3号ライン（レギュラーサイズ専用）稼動開始。
- 1971年（昭和46年）
  - 4月 - 仙台工場第1号及び2号ラインの生産を終了し、第3号ラインを第1号ラインの呼称に変更。
  - 6月 - 仙台工場第2号ライン（ホームサイズ専用）稼動開始。
- 1972年（昭和47年）
  - 5月 - 仙台工場第3号ライン（レギュラーサイズ専用）稼動開始。
  - 6月 - 本社社屋ビル竣工
- 1976年（昭和51年）5月 - 仙台工場第1号ラインを撤去し、キャンニングライン（250ml専用）を設置。
- 1979年（昭和54年）4月 - 宮城県沖地震による被害で稼働を停止していた、仙台工場第3号ラインをリットルサイズ専用に改造し自社生産を開始。
- 1983年（昭和58年）
  - 3月 - 仙台工場第2号ラインをレギュラーサイズ兼用に改造。
  - 4月 - 郡山工場第2号ラインをワンウェイボトル専用に改造。
- 1985年（昭和60年）3月 - 仙台工場第3号ラインをPETボトル兼用に改造。
- 1986年（昭和61年）4月 - アオバフーズ株式会社設立。
- 1987年（昭和62年）
  - 4月 - 仙台工場キャンニングラインを350mlサイズ生産可能に改造。
  - 郡山工場第1号ライン跡地にジョージア製造ラインを設置。
- 1993年（平成5年）4月 - アオバフーズ株式会社を仙台キャンティーン株式会社に社名変更。
- 1994年（平成6年）3月 - 仙台工場第2号ライン閉鎖に伴い、郡山工場第2号ラインをレギュラーサイズ兼用に改造。
- 1995年（平成7年）9月 - さわやか物流株式会社設立。
- 1996年（平成8年）4月 - 仙台工場を閉鎖し、蔵王工場稼動開始。
- 1997年（平成9年）2月 - さわやか自販機サービス株式会社設立。
- 1998年（平成10年）12月 - 郡山物流センター竣工。
- 2000年（平成12年）
  - 3月 - 郡山工場 ISO 9002認証取得。
  - 4月 - 蔵王工場 ISO 9002認証取得。
  - 10月 - 蔵王工場 大型PETボトル無菌充填ライン稼動。
- 2001年（平成13年）
  - 3月 - 本社・蔵王工場・郡山工場 ISO 14001認証取得 。
  - 5月 - 株式会社エフ・ヴィ南東北設立。
- 2002年（平成14年）
  - 2月 - 仙台ベンディングサービス株式会社設立。
  - 12月 - 関連会社仙台ビバレッジ・ネットワーク株式会社設立（仙台キャンティーン(株)と(株)エフ・ヴィ南東北の統合）。
- 2003年（平成15年）11月 - 仙台コカ･コーラプロダクツ株式会社設立。
- 2005年（平成17年）
  - 1月 - 仙台ビバレッジ・ネットワーク株式会社に仙台ベンディングサービス株式会社を統合。
  - 2月 - 郡山工場を閉鎖。
- 2006年（平成18年）12月 - 本社ISO 14001認証返上。
- 2007年（平成19年）
  - 3月 - 蔵王工場 小型PETボトル無菌充填ライン稼動。
  - 5月 - 蔵王工場 物流倉庫稼働。
- 2011年（平成23年）3月11日 - 東北地方太平洋沖地震（東日本大震災）で仙台市宮城野区の本社建屋が被災。4月1日、同市青葉区一番町2丁目7番12号のグリーンウッド仙台一番町ビルに本社機能を仮移転。
- 2015年（平成27年）4月1日 - コカ・コーライーストジャパンによる完全子会社化。
- 2016年（平成28年）1月1日 - コカ・コーライーストジャパンに吸収合併され解散。併せて関連会社である仙台コカ･コーラプロダクツ、さわやか自販機サービス、さわやか物流がコカ・コーライーストジャパンプロダクツに、仙台ビバレッジ・ネットワークがFVイーストジャパンに吸収合併[3]。

## 工場
- 蔵王工場（宮城県刈田郡蔵王町、Z→SZA）

1996年に、仙台工場のラインを継承する形で2つの充填機を持ち炭酸飲料からコーヒー飲料まで生産可能な高速缶ライン、PETボトルライン、ポストミックスシロップ製造の3ラインで稼動開始。2000年に大型PETボトル無菌充填ライン、2007年には小型PETボトル無菌充填ラインも導入された。
- 郡山工場（K→SKO、2005年廃止）

1969年に、第二生産拠点として稼動開始。瓶製品の生産拠点であったが、1987年にジョージアコーヒー生産用のレトルト設備を備えた缶ラインを導入。1994年の仙台工場のリターナブル瓶ラインの廃止に伴い、ワンウェイ瓶専用に改造された瓶ラインを再度リターナブル瓶対応に改造し、2005年まで稼動。工場廃止後はみちのくコカ・コーラボトリング秋田工場に2015年12月まで生産を委託していた（製品を収納するケースは従来通り、仙台コカ・コーラボトリングのものを使用）。
- 仙台工場（本社敷地内、ラインを蔵王工場に集約し1996年廃止）

仙台コカ･コーラボトリングのメインプラントとして長年にわたり生産活動の中心を担っていたが、都市部にあるため水資源の確保が年々難しくなったこと及び施設の老朽化から蔵王工場を新たに建設、機能を全面的に移転（一部設備は郡山工場に移設）し閉鎖された。
※工場名の後ろの英数字は製造所固有記号

## 関連会社
- 仙台コカ･コーラプロダクツ株式会社
- さわやか物流株式会社
- さわやか自販機サービス株式会社
- 仙台ビバレッジ・ネットワーク株式会社